# Baimashania
Baimashania es un género de plantas fanerógamas perteneciente a la familia Brassicaceae.   Comprende 2 especies descritas y  aceptadas.

## Taxonomía
El género fue descrito por Ihsan Ali Al-Shehbaz  y publicado en Novon 10(4): 321. 2000.
Etimología
Baimashania: nombre genérico geográfico que alude a la montaña Baima Shan, de Yunnan, China.

## Especies aceptadas
A continuación se brinda un listado de las especies del género Baimashania aceptadas hasta mayo de 2014, ordenadas alfabéticamente. Para cada una se indica el nombre binomial seguido del autor, abreviado según las convenciones y usos. 
- Baimashania pulvinata Al-Shehbaz
- Baimashania wangii Al-Shehbaz